# Couronne islandaise
 (mars 2012).
Si vous disposez d'ouvrages ou d'articles de référence ou si vous connaissez des sites web de qualité traitant du thème abordé ici, merci de compléter l'article en donnant les références utiles à sa vérifiabilité et en les liant à la section « Notes et références ».
Pour les articles homonymes, voir ISK.
La couronne islandaise (ISK, króna au singulier, krónur au pluriel) est la monnaie officielle de l'Islande depuis 1918.

## Histoire
À partir de 1875, la couronne danoise est utilisée comme unité monétaire au Danemark et en Islande, en remplacement du rigsdaler.
L'indépendance est consacrée par l'Acte d'Union dano-islandais le 30 novembre 1918. Le roi de Danemark, Christian X, reste le roi d'Islande, mais les deux royaumes deviennent formellement distincts. L'Islande obtient par cet acte le droit de frapper sa propre monnaie, la couronne islandaise, divisée en 100 aurar (« eyrir » au singulier). Les premières pièces (10 et 25 aurar) sont émises à partir de 1922, et en 1925 la législation concernant la monnaie islandaise est officialisée.
L'Islande devient une république en mai 1944. Depuis 1961, la circulation des couronnes islandaises est contrôlée par la Banque centrale d'Islande (en islandais Seðlabanki Íslands).
Le 1er janvier 1981, la monnaie connaît une redénomination : 100 anciennes couronnes deviennent 1 nouvelle couronne. Comme l'ancienne, cette nouvelle couronne islandaise est divisée en 100 aurar.

Évolution du taux de change de l'euro en couronnes islandaises depuis 1999

En septembre 2002, le Premier ministre signe deux lois pour retirer les aurar (pièces de 1, 10 et 50) de la circulation et interdire les prix à virgule. À partir du 1er octobre 2003, les banques islandaises n'acceptent plus les aurar.
L'argent liquide est de moins en moins utilisé en Islande, les Islandais préférant la monnaie scripturale[réf. nécessaire].
La couronne perd 60 % de sa valeur par rapport à l'euro après la crise de 2008 : elle valait 1,1 à 1,3 centime d'euro en 2006-2007 et seulement 0,7 centime d'euro en janvier 2016.
Depuis novembre 2008, le pays est sous un contrôle des changes strict. Le cours officiel est fixé une fois par jour par la banque centrale.
En 2011, l'Islande a un moment envisagé d'adopter le dollar canadien comme unité monétaire nationale. En mars 2012, la cheffe du gouvernement islandais Jóhanna Sigurðardóttir annonce son intention d'abandonner la couronne islandaise, soit au profit d'une monnaie étrangère, soit en intégrant la zone euro. Depuis, l'adhésion à l'UE n'est plus d'actualité mais, pour éviter les fluctuations de change, l'idée d'arrimer la couronne islandaise à une grande monnaie de réserve, probablement l'euro, est régulièrement évoquée.

## Émissions monétaires

### Billets de banque islandais
Les billets produits par la banque centrale sont au montants suivants : 10 000, 5 000, 2 000, 1 000, 500, 100, 50, 10 krónur. Depuis 2008, les billets de 100, 50 et 10 krónur ont été retirés de la circulation du fait de la dévaluation.
| Dénomination  | Portrait              |
| ------------- | --------------------- |
| 10 krónur     | Arngrímur Jónsson     |
| 50 krónur     | Guðbrandur Þorláksson |
| 100 krónur    | Árni Magnússon        |
| 500 krónur    | Jón Sigurðsson        |
| 1 000 krónur  | Brynjólfur Sveinsson  |
| 2 000 krónur  | Jóhannes Kjarval      |
| 5 000 krónur  | Ragnheiður Jónsdóttir |
| 10 000 krónur | Jónas Hallgrímsson    |